# Az 1801. augusztus 1-jei ütközet
Az 1801. augusztus 1-jei tengeri ütközet az első amerikai győzelmet hozó csata volt az első berber háború során. Nem messze a mai Líbia partjaitól, a Földközi-tengeren vívta egymással az amerikai USS Enterprise szkúner és a Tripoli, az azonos nevű oszmán vilajet polakkája.
Az Enterprise a földközi-tengeri különítmény tagjaként lett még a háború elején Tripoli partjaihoz vezényelve, hogy részt vegyen a vilajet blokádjában. A hajó nemrégen vált el a többiektől, és éppen Málta felé tartott, hogy ott utánpótlást vegyen fel a flottának, amikor belefutott a Tripoliba. Három órás makacs küzdelem után a Tripoli végül alulmaradt, és az amerikaiak elfogták.
Az Enterprise kapitánya, Andrew Sterett azonban nem volt felhatalmazva a hajó elfoglalására, így végül elengedte azt, majd folytatta útját Máltára, hogy az utánpótlással együtt a győzelem hírét is magával vigye. A csata mindkét oldalon nagy hatással volt a morálra, de nem bizonyult döntőnek, és a háború következő négy éve lényegi eredmény nélkül telt el.

## Előzmények
A függetlenségi háború után az első amerikai kormányok sarcot fizettek a tripoli vilajetnek, hogy biztosítsák a zavartalan kereskedelmet a Földközi-tengeren. Tripoli névleg az Oszmán Birodalomhoz tartozott, de gyakorlatilag a külügyeiben is autonómiát élvezett. Az akkori gyakorlat szerint minden nem muzulmán, a Földközi-tengeren kereskedő államnak hadat üzentek, és a hajóikat megtámadták, hogy sarcot csikarjanak ki belőlük. 1801-ben a tripoliak azzal álltak elő, hogy megemelik az amerikai sarc összegét. A frissen megválasztott Jefferson-kormány azonban – különösen annak fényében, hogy Thomas Jefferson a kezdetektől ellenezte a sarcok megfizetését – ebbe nem ment bele. Tripoli következésképpen hadat üzent, és flottája innentől megtámadta az amerikai kereskedőhajókat. Ennek hírére Jeffersonék korlátozott háborút hirdettek, és felhatalmazták a flottát ennek kivitelezésére. Az amerikai stratégia részeként Richard Dale alá rendeltek egy tengeri különítményt, amit Tripoli partjaihoz küldtek, hogy blokád alá vegye a vilajetet.
Júliusra a flotta vízkészlete megcsappant, ezért Dale a britek máltai támaszpontjára szalasztotta a USS Enterprise-t, hogy utánpótlást hozzon, míg ő a USS President fedélzetén helyben maradt, hogy fenntartsa a blokádot. Andrew Sterett hadnagy hajója álcaként brit zászló alatt indult útnak, hogy hamarosan egy tripoli bárkába fusson: a szkúner közel húzódott, hogy üdvözölje a polakkát. Viszontválaszában a másik hajó üzente, hogy épp amerikai hajókra vadászik. Az Enterprise erre felhúzta saját zászlaját, és felkészült az ütközetre.
A Tripoli és az Enterprise nagyjából egyenlő ellenfelek voltak. A 135 tonnás amerikai szkúnert 1799-ben bocsátották vízre, és először a kvázi-háború alatt szolgált. Az ütközet idején 90 fős legénysége és 12 ágyúja volt. A Tripoli kétárbócos, háromszögvitorlás polakka volt, 80 fős legénységgel és 14 ágyúval; kapitánya Raisz Mahomet Rousz admirális. A polakka nagyobb tűzerejét ellensúlyozta a meglepetés ereje, illetve az amerikaiak létszámfölénye és nagyobb tapasztalata az ágyúzásban. A tripoliak a csáklyázást részesítették előnyben.

## A csata
A színvallás után Sterett muskétákkal lövetett az ellenségre, amit azok ágyútűzzel viszonoztak, de a tripoli lövések nem sikerültek valami jól. Az amerikai ágyúválasz megfutamodásra kényszerítette a polakkát, elszakadni azonban nem tudott az Enterprise-tól. Mivel a Tripoli sem lehagyni, sem leágyúzni nem tudta üldözőjét, taktikát váltott: közel engedte magához a szkúnert, és megpróbálta megcsáklyázni. A muskéták lőtávolságán belül érve azonban újra lőzápor fogadta a hajót, amire megint vitorlát bontottak. Menekülés közben a folytatódó ágyúzás lyukat ütött a Tripolin.
A súlyos károkat szenvedett polakka felhúzta a fehér zászlót, amire az amerikaiak közel hajóztak, hogy elfogadják a megadást. Amint elég közel értek, a tripoliak felvonták saját zászlójukat, és újra csáklyázni próbáltak: az ellenséges tűzerő azonban ismét meghátrálásra kényszerítette őket. Kölcsönös ágyúzás következett, majd a Tripolin ismét feltűnt a fehér zászló. Az Enterprise tüzet szüntetve ismét közelebb ment, mire a tripoliak újra csáklyázni próbáltak, amit az amerikai tűzerő újfent visszavert. Rousz aztán harmadszor is megadást színlelt, hogy ismét a közelébe csalja az amerikaiakat, de Sterett ezúttal távolságot tartott, és az ágyúkat a Tripoli merülési vonala alá irányította. (Ez a taktika az ellenfél elsüllyesztésére törekszik.) A következő ágyútűzben a Tripoli súlyos találatokat kapott, amiktől a hátsó árbóc kifordult a helyéről. Mivel hajója a tengersír szélén táncolt, ő maga és legénységének nagyobb része pedig megsérült, illetve odaveszett, Rousz végül a megadás jeleként a tengerbe dobta zászlaját.

## Végkifejlet
Az amerikaiak teljes győzelmet arattak: emberveszteség nélkül, minimális hajókárral tudták le az ütközetet, miközben a Tripoli a végére majdnem elsüllyedt, legénységéből 30 meghalt, másik 30 pedig megsebesült. Sterett azonban nem volt felhatalmazva arra, hogy elfoglalja a hajót. Hogy további útját viszont megnehezítse, mielőtt elengedte volna, még ledöntette a polakka megmaradt árbócait. Az Enterprise eztán megjárta Máltát, és meghozta a várt utánpótlást.
Hazafelé araszolva a Tripoli összetalálkozott a USS Presidenttel is, amely ekkor még nem értesült a győzelemről: Rousz ekkor segítséget kért Dale-től mondván, hogy tunéziai, és egy francia 22 ágyús hajó bánt el vele. Dale sejtette, hogy a hajó tripoli lehet, ezért nem adott egyebet csak egy iránytűt, hogy révbe érhessenek. Rouszra a tripoli pasa, Juszuf Karamanli kemény büntetést szabott ki: megfosztotta rangjától és szamárháton, parádézva vezettette végig a város birkabelekkel beszórt utcáin a botozóhelyre, ahol 500 ütést mértek a talpára.
A vereség híre és a büntetés súlyossága lerontotta a tripoli morált, és a matróznak jelentkezők száma megcsappant. Az Egyesült Államokban épp az ellenkezője történt, és a győzelem nagy publicitást kapott. A kormány a hajó legénységének egy havi jutalombért szavazott meg, Sterettnek pedig tiszti kardot adományoztak, és felterjesztették előléptetésre. A győzelem megihlette az amerikai művészeket, színházi darabok is születtek róla. A csata azonban nem volt jelentős hatással a háború kimenetelére: a blokád nem volt elég erős, és gyakorlatilag nem akadályozta a hajókat a város elérésében. A pasa hozzáállása sem változott, így a háború 1805-ig folytatódott. Dale különítményét 1802-ben Richard Morrisé váltotta fel.

## Fordítás
- Ez a szócikk részben vagy egészben  az   Action of 1 August 1801 című angol Wikipédia-szócikk ezen változatának fordításán alapul.  Az eredeti cikk szerkesztőit annak laptörténete sorolja fel. Ez a jelzés csupán a megfogalmazás eredetét és a szerzői jogokat jelzi, nem szolgál a cikkben szereplő információk forrásmegjelöléseként.